# Matt Dunning
Mattew J. Dunning (Calgary, 19 dicembre 1978) è un rugbista a 15 australiano, pilone al 2011 svincolato e indisponibile per motivi fisici.

## Biografia
Nato in Canada, Matt Dunning crebbe in Australia, a Sydney; studente alla Northholm Grammar School, a 18 anni rappresentò l'Australia a livello scolastico.
Tra il 1998 e il 1999 ricevette diverse convocazioni in Nazionale Under-21 e nel 2000 entrò nella selezione provinciale del Nuovo Galles del Sud (esordio contro la rappresentativa del Queensland); del 2001 fu invece l'esordio nel Super 12 con i Waratahs, contro i neozelandesi Chiefs.
Dopo un tour in Giappone con la Nazionale A, esordì negli Wallabies nel corso della Coppa del Mondo di rugby 2003, contro la Namibia; con la Nazionale maggiore giunse fino alla finale del torneo, poi persa contro l'Inghilterra.
Con i Waratahs Dunning vanta due secondi posti assoluti nel Super 12 (2005 e 2008), quando la squadra giunse in finale, perdendo in entrambi i casi contro i neozelandesi Crusaders; un infortunio occorsogli al tendine di Achille nel dicembre 2008, durante un incontro a Wembley contro i Barbarians in chiusura di tour lo costrinse fuori dal campo per tutta la stagione successiva; scavalcato nella gerarchia delle prime linee da altri giocatori, tra cui i nazionali Al Baxter e Benn Robinson, Dunning chiese ai Waratahs un contratto di un anno, laddove la dirigenza aveva bisogno di giocatori impegnati per almeno un biennio; Dunning decise così di firmare per la franchise di Perth degli Western Force, fermandosi a 99 presenze nel campionato nazionale australiano e 90 in Super 12 con la squadra di Sydney.
Prima dell'infortunio l'ultimo incontro internazionale di Dunning era stato a Padova contro l'Italia nel novembre 2008; a distanza di un anno fece ritorno in Nazionale, prendendo parte ai test autunnali in Europa contro Inghilterra e Galles.
Alla fine della stagione 2011 Dunning firmò un contratto con i francesi del Biarritz; tuttavia, le visite mediche cui il giocatore si sottopose evidenziarono un problema alla colonna vertebrale da risolversi solo tramite intervento chirurgico, a causa del quale Dunning sarebbe stato indisponibile per almeno sette mesi; il contratto fu sciolto di comune accordo e il giocatore è attualmente senza club.
Suo fratello Casey, ex giocatore, è stato internazionale per il Canada.